# 1553
1553 (MDLIII) var ett normalår som började en söndag i den julianska kalendern.

## Händelser

### Juni
- Juni - Den första av de fem striderna vid Kawanakajima börjar i Japan mellan Takeda Shingen i Kai-provinsen och Uesugi Kenshin i Echigo-provinsen, en del av en stor serie konflikter under den japanska Sengoku-perioden.

### Juli
- 10 juli – Sedan den engelske kungen Edvard VI har avlidit fyra dagar tidigare, endast 15 år gammal, utropas hans kusin Frances Brandons 16-åriga dotter Jane Grey av sin svärfar hertig John Dudley av Northumberland till regerande drottning över England och Irland. Hertigen gör detta i ett försök att hindra kung Edvards syster Maria att uppstiga på tronen och därmed kunna återinföra katolicismen i England.
- 19 juli – Jane Grey blir avsatt från den engelska tronen efter endast nio dagar och inspärrad i Towern. Edvard VI:s syster Maria I blir regerande drottning av England och Irland samma dag, medan Janes svärfar John Dudley blir avrättad i augusti och Jane själv möter samma öde i februari året därpå.

### September
- 7 september – Frankrike försök att ockupera Sark upphör.[1]
- September – Anglikanska  biskopar i England blir arresterade och Romersk-katolska biskopar blir återställda efter Maria I:s trontillträde.

### Oktober
- 6 oktober – Şehzade Mustafa, äldste son till Süleyman den magnifike, blir avrättad i Konya på order av sin far.[2]
- 27 oktober – Miguel Serveto avrättas genom bränning på bål av de styrande protestanterna i Genève.[3]

### Okänt datum
- I Livland är man orolig för att freden med Ryssland inte skall kunna hållas. Därför kräver man därifrån förstärkningar från Sverige.
- Ett häfte med kyrkliga sånger, Een liten Songbook, utkommer i Sverige.
- Gustav Vasa förbjuder export av osmundjärn under motiveringen att utförseln sänker stångjärnets anseende och pris i Europa.
- Gustav begär hjälpskatt av Norrlands allmoge för reparationsarbeten i Sala silvergruva.
- Kungsvåningen på Kalmar slott börjar byggas.
- Den napolitanske målaren, arkitekten och antikkännaren Pirro Ligorios bok om Roms kvarlämningar från antiken Libro di Pyrrho Ligorio Napolitano delle antichità di Roma utges i Venedig.

## Födda
- 29 april – Albrekt Fredrik av Preussen, hertig av Preussen 1568–1618.
- 14 maj – Margareta av Valois, drottning av Navarra och Frankrike.
- 5 juni – Bernardo Baldi, italiensk diktare och lärd.
- 13 december – Henrik IV, kung av Frankrike 1589–1610.
- Eleonora di Garzia di Toledo, italiensk adelsdam.

## Avlidna
- 9 april – François Rabelais, fransk författare och läkare.
- 3 juni – Wolf Huber, tysk målare och gravör.
- 6 juli – Edvard VI, kung av England och Irland sedan 1547.
- 6 oktober - Şehzade Mustafa, ottomansk prins.
- 16 oktober – Lucas Cranach d.ä., tysk målare, gravör och bokillustratör.
- 27 oktober – Miguel Serveto, spansk läkare och teolog.
- Conrad von Pyhy, tysk ämbetsman i Gustav Vasas tjänst, svensk rikskansler 1538–1543.
- Ana Jakšić, politiskt aktiv rysk adelskvinna.

### Fotnoter
1. ↑  World Statesmen (läst 4 april 2011)
2. ↑  A General History of the Middle East, Chapter 13: Ottoman Era, Suleiman the Magnificent,xenohistorian.faithweb.com; (läst 10 maj 2023)
3. ↑   [a b c d] ”Michael Servetus Biography Abstract”. Servetus.org. Servetus International Society. Arkiverad från originalet den 10 maj 2023.